# Kanton Lacaune
Der Kanton Lacaune war bis 2015 ein französischer Wahlkreis im Arrondissement Castres, im Département Tarn und in der Region Midi-Pyrénées. Hauptort war Lacaune. Vertreter im Generalrat des Départements war zuletzt von 2008 bis 2015 André Cabrol (UMP).
Der Kanton war 182,48 km² groß und hatte 3941 Einwohner. 

## Gemeinden
Der Kanton umfasste sieben Gemeinden:
| Gemeinde    | Einwohner Jahr | Fläche km² | Bevölkerungsdichte | Code INSEE | Postleitzahl |
| ----------- | -------------- | ---------- | ------------------ | ---------- | ------------ |
| Berlats     | 103 (2013)     | 10,45      | 10 Einw./km²       | 81028      | 81260        |
| Escroux     | 50 (2013)      | 10,24      | 5 Einw./km²        | 81085      | 81530        |
| Espérausses | 173 (2013)     | 12,2       | 14 Einw./km²       | 81086      | 81260        |
| Gijounet    | 119 (2013)     | 15,13      | 8 Einw./km²        | 81103      | 81530        |
| Lacaune     | 2536 (2013)    | 91,36      | 28 Einw./km²       | 81124      | 81230        |
| Senaux      | 34 (2013)      | 4,73       | 7 Einw./km²        | 81282      | 81530        |
| Viane       | 549 (2013)     | 38,37      | 14 Einw./km²       | 81314      | 81530        |